# Of the Wand & the Moon
Of the Wand & the Moon är en popmusikakt som startades 1998 av den danske musikern Kim Larsen (ej att förväxla med Kim Larsen (1945–2018), bland annat känd från Gasolin'). 
Larsen spelade tidigare i doom metal-bandet Saturnus, där han skrev den mesta musiken. När hans egna musikaliska intressen rörde sig mer åt det akustiska och folkmusikinspirerade bestämde han sig för att starta ett eget projekt. Enligt Larsen är hans största inspirationskällor "alkohol, runor och misantropi". Of the Wand & the Moon albumdebuterade 1999 och har sedan dess givit ut fyra ytterligare album.
När skivan The Lone Descent gavs ut jämfördes Larsen med Johnny Cash av Politikens recensent Simon Lund, som kallade albumet "en manifestation av melodiskt mörker, som känns som att skvalpa runt i en läckande jolle under en becksvart natthimmel – och ändå vara helt lugn".

## Diskografi
- Nighttime Nightrhymes (1999)
- Midnight Will (2000) - begränsad 10"-vinyl
- Emptiness:Emptiness:Emptiness: (2001)
- Bringing Light & Darkness (2001) - splitskiva med Sol Invictus
- Lucifer (2003)
- Sonnenheim (2005)
- The Lone Descent (2011)